# Kanopkeberg

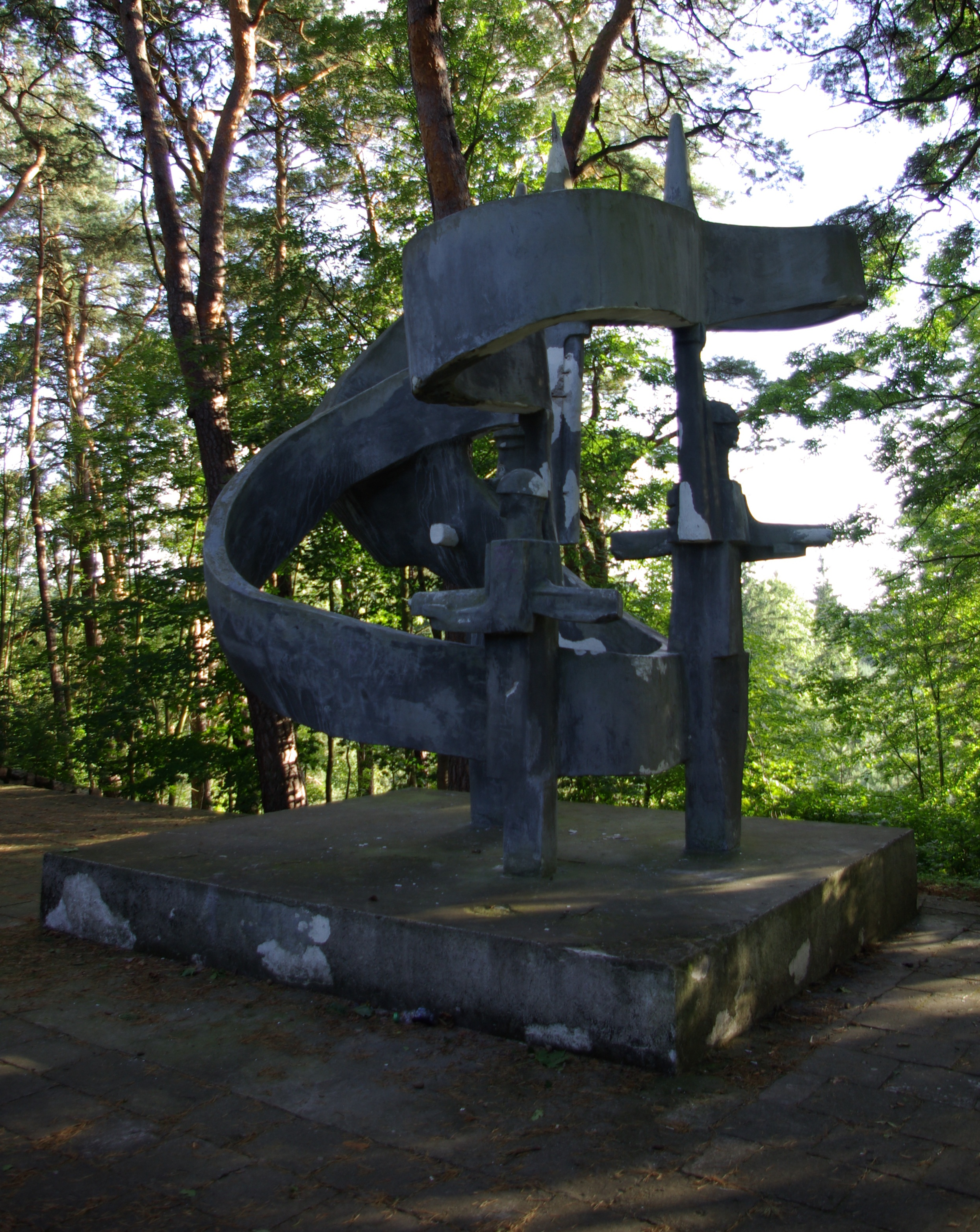
Sowjetischer Ehrenfriedhof auf dem Kanopkeberg

Der Kanopkeberg oder auch Konopkaberg ist eine sandige Erhebung südöstlich von Węgorzewo (dt. Angerburg). Er liegt zwischen der Jägerhöhe, auf dem sich der Ehrenfriedhof Jägerhöhe befindet und dem Galgenberg. Heute befindet sich auf dem bewaldeten Gipfel ein sowjetischer Soldatenfriedhof aus der Zeit des Zweiten Weltkrieges.

## Sage vom Teufel auf dem Kanopkeberg
Berühmt wurde der Berg wegen seiner Sage:

### 1. Variante
Der Sage nach soll der Teufel auf dem Berg gehaust haben. Der Gastwirt Kanopka aus Ogonken / Schwenten (Die Gastwirtschaft in pl. Oganki auf der anderen Seite des Berges gab es tatsächlich) hatte eine böse Frau, die sogar dem Teufel befehlen konnte. Im Winter musste der Teufel sie paradoxerweise mit einem Wagen über den verschneiten Berg fahren, im Sommer musste er sie in einem Schlitten ziehen. Das wurde selbst dem Herrn der Hölle zu viel und er plante mit dem Ehemann die Beseitigung von Frau Kanopka. Als Lohn sollte der Teufel zwei Jahresernten vom Feld des Gastwirtes vom Schwenzaitsee bekommen: einmal die Ernte unter der Erde und einmal über der Erde. Der Teufel lud daraufhin Frau Kanopka zu einer sommerlichen Schlittenfahrt über dem Berg ein. Doch hatte er zuvor eine Grube ausgehoben und sie mit Ästen, Laub und Erde getarnt. In diese kippte er den Schlitten mitsamt der bösen Frau. Sogleich schaufelten der Teufel und der Ehemann das Loch zu und begruben sie lebendig. Als im ersten Jahr der Teufel die unterirdische Landfrucht abholen wollte, hatte Kanopka Weizen angebaut. Darauf bestand der Teufel, dass er im nächsten Jahr das erhalten wolle, was über der Erde reife. Aber im nächsten Jahr hatte Kanopka Kartoffeln gepflanzt, sodass der Teufel wieder leer ausging. Wie alle Sagen, gibt es natürlich auch Variationen:

### 2. Variante
Der Bauer Konopka ging eines Abends mit einem Spaten von Angerburg nach Ogonken, wo er wohnte. Auf der Höhe des Berges sah er einen Mann, der einen Schlitten mit einer alten Frau zog. Als er näher kam und ihn ansprach, sagte dieser: "Ich bin der Teufel und als Strafe für meine Streiche muss ich diese Alte bis an ihr Lebensende über den Berg ziehen. So sei doch so gut und hilf mir, die Last abzustreifen. Grabe mit deinem Spaten ein Loch und wenn ich zurück bin, so werfe ich die Alte hinein. Du musst sie dann schnell zu graben." Konopka, der die Alte für eine Hexe hielt, versprach den Teufel zu helfen und tat so. Da der Teufel kein Geld hatte ihn zu entlohnen, sagte er ihn folgendes: "Ich werde nun im Schloss Angerburg spuken. Melde dich einfach dort und sage, du könntest mich bannen. Für deinen Dienst verlange 100 Thaler. Dann werde ich im Schloss Steinort ( pl. Sztynort) spuken und dort verlangst du 200 Thaler. Mit diesem Geld musst du dich zufriedengeben, sonst wird es dir schlecht bekommen." Konopka tat, wie ihm geraten wurde und strich die 300 Thaler ein. Nach einem Jahr trieb der Teufel im Berliner Stadtschloss sein Unwesen und der Graf von Lehndorff empfahl dem König sofort Kanopkas Dienste. Dieser, der Warnung eingedenk, wehrte sich anfangs, musste aber dann doch zum König. Dort bat er um drei Tage Bedenkzeit. Als er versonnen durch die Straßen von Berlin schritt, sah er plötzlich eine Frau, die der Alten auf dem Berg zum Verwechseln ähnlich sah. Diese lud er ins Schloss ein und als es Mitternacht wurde und der Teufel zu rumoren begann, packte er die Frau, warf sie die Höllenfürst vor die Füße und sprach: „Für dich hab' ich die Alte wieder ausgegraben!“ Der Teufel erschrak derart, dass er zitterte und flehte: "Nimm' sie von mir und ich werde mich hier nie wieder blicken lassen!" So konnte Konopka auch im Berliner Schloss den Teufel bannen und wurde vom König fürstlich entlohnt.